# The Italian Job (colonna sonora)
The Italian Job è la colonna sonora dell'omonimo film del 1969, prodotta e arrangiata da Quincy Jones.

## Tracce
1. Matt Monro – On Days Like These – 3:40 (D. Black, Q. Jones)
2. Something's Cookin' – 2:30
3. Hello Mrs. Beckerman! – 1:02
4. Britannia and Mr. Bridger - If You Please – 2:00
5. Trouble for Charlie – 1:47
6. On Days Like These – 3:09
7. It's Caper Time (The Self Preservation Society) – 3:13
8. Meanwhile, Back In The Mafia – 1:23
9. Smell That Gold! – 1:32
10. Greensleeves and All That Jazz (tradizionale) – 2:06 (musica: Q. Jones)
11. On Days Like These – 1:14
12. Cast de Un colpo all'italiana – Getta Bloomin' Move On! (The Self Preservation Society) – 3:56 (D. Black, Q. Jones)